# Rodadits groc
El rodadits groc (Gomphus simillimus) és una espècie d'odonat anisòpter de la família Gomphidae present a la península Ibèrica, incloent-hi Catalunya.

## Descripció
Aquesta espècie s'assembla a altres espècies de gòmfids i és sovint identificada per eliminació de les altres espècies del seu gènere.

## Hàbitat
A aquesta libèl·lula li agraden gairebé tots els tipus d'aigües corrents, des dels rius lents i els seus canals paral·lels fins als torrents de muntanya (on les larves llavors ocupen àrees protegides).

## Distribució
Gomphus simillimus és un gòmfid endèmic del nord del Magrib i del sud-oest de l'Europa, comú a França (llevat al Nord). És una espècie present a Catalunya i a la península Ibèrica.

## Estatus
Aquesta espècie es troba en expansió, però resta amenaçada per la contaminació (productes fitosanitaris, contaminants industrials, etc.) i el desenvolupament dels rius (esculleres, eliminació de la vegetació de ribera, excavació del llit, etc.). No està protegida.